# Nimaathapi
Nimaathapi (ook Ni-maat-Hapi of Nimaat-Hap) was een vroeg-dynastieke koningin van eind 2e, begin 3e dynastie van Egypte. Zij leefde aan de zijde van koning (farao) Chasechemoey en was de moeder van Djoser. Inetkaes was haar kleindochter. De vorige Egyptische koningin was mogelijk Menka. Opvolgster van Nimaathapi als koningin was schoondochter Hotephirnebti.

## Naam en identiteit
De naam „Ni-maat-Hapi“ relateert aan de god Apis (Toebehorend aan Apis is de waarheid).
Nimaathapi wordt als de moeder van koning Djoser gezien, de eerste heerser uit de 3e dynastie van Egypte. Hiervoor zijn archeologische aanwijzingen gevonden zoals stenen potten en zegels met de inscriptie Mw.t-nswt, de titel Koninklijke moeder. Op een van de zegels komt zelfs de titel Mw.t-msw-nswt (Moeder der koningskinderen) voor, wat Nimaathapi's bijzondere positie als moeder van twee erfrechtelijke troonopvolgers en als koninklijke gemalin verduidelijkt. Haar machtspositie wordt nog eens uitdrukkelijk bevestigd door de titel Ḏd(.t)-iḫ.t-nb(.t)- iri(.t = tw)-n=s („Zij die iets zegt, wat [men] [dan meteen] voor haar zal uitvoeren“). Slechts drie andere koninginnen uit het Oude Rijk droegen deze machtstitels: Hetepheres I, Inetkaes II en Meritites I. Niet enkel tijdens haar leven werd zij geëerd met prestigieuze titels. Na haar dood werd zij vereerd als voormoeder van de heerschappij van de 3e dynastie van Egypte.

## Archeologische aanwijzingen
Nimaathapi's naam komt voor op zegels uit Abydos in het graf van haar gemaal, evenals in mastaba's K1 en K2 in Beit Khallaf.
Op meerdere steles die uit Heliopolis afkomstig zijn staat zij afgebeeld samen met haar kleindochter Inetkaes en koninklijke gemalin Hetephernebti onderaan de afbeelding van koning Djoser. Aanleiding was zijn regeneratiefeest, het Sed-festival (Hebsed). De wijze waarop Nimaathapi hier wordt afgebeeld duidt erop dat zij in deze tijd nog in leven was. Dit wordt tevens bevestigd door haar zegels die uit het graf van haar gemaal komen, wat erop wijst dat Djoser en Nimaathapi samen de begrafenis van Chasechemoey lieten uitvoeren.
Er zijn duidelijke aanwijzingen dat haar zoon Djoser later de begrafenis van Nimaathapi organiseerde.
In de graftombe in Sakkara van Djoser zelf komt Nimaathapi niet voor, haar naam werd er overschreven door een afbeelding van onderwereldgod Anubis.
In de grafinscriptie in de graftombe in Saqqara (LS6), behorend aan de hoge ambtenaar Metjen (eind 3e of begin 4e dynastie van Egypte), staat de vermelding van een zekere ḫw.t k3 n.j(.t) mw.t nswt („Ka-Huis der koninklijke moeder“), hetgeen op een lange dodencultus rond Nimaathapi wijst, en dit onderstreept opnieuw de bijzondere positie die zij tijdens haar leven waarnam. Ook daar zijn zegelafdrukken van haar persoonlijk zegel met naam en titels gevonden.

## Titels
Van Nimaathapi zijn de koninginnentitels bekend:
- ‘‘Aan de zijde van Horus’‘ (kht-hrw)
- ‘‘Koninklijke moeder’‘ (mwt-niswt)
- ‘‘Moeder van de koningskinderen’‘ (mwt-mswt-niswt)
- ‘‘Moeder van de dubbele koning’‘ (mwt-niswt-biti)
- ‘‘Zij die iets zegt, wat [men] [dan meteen] voor haar zal uitvoeren“ (Ḏd(.t)-iḫ.t-nb(.t)- iri(.t = tw)-n=s)

Op inscripties die onder de 4e dynastie van Egypte worden gedateerd staat zij vermeld met de titel:
- ‘‘Koninklijke vrouwe’‘[6]